# Antelope Hills
|  | Per a altres significats, vegeu «Expedició d'Antelope Hills». |

Antelope Hills és una concentració de població designada pel cens del comtat de Natrona a l'estat de Wyoming. Segons el cens del 2000 tenia 88 habitants.

## Demografia
Segons el cens del 2000, Antelope Hills tenia 88 habitants, 36 habitatges, i 21 famílies. La densitat de població era de 2,6 habitants/km².
Dels 36 habitatges en un 27,8% hi vivien nens de menys de 18 anys, en un 52,8% hi vivien parelles casades, en un 8,3% dones solteres, i en un 38,9% no eren unitats familiars. En el 30,6% dels habitatges hi vivien persones soles el 5,6% de les quals corresponia a persones de 65 anys o més que vivien soles. El nombre mitjà de persones vivint en cada habitatge era de 2,44 i el nombre mitjà de persones que vivien en cada família era de 3,18.
Per edats la població es repartia de la següent manera: un 26,1% tenia menys de 18 anys, un 3,4% entre 18 i 24, un 19,3% entre 25 i 44, un 45,5% de 45 a 60 i un 5,7% 65 anys o més.
L'edat mediana era de 45 anys. Per cada 100 dones de 18 o més anys hi havia 116,7 homes.
La renda mediana per habitatge era de 35.781 $ i la renda mediana per família de 36.719 $. Els homes tenien una renda mediana de 28.250 $ mentre que les dones 6.250 $. La renda per capita de la població era de 14.464 $. Cap de les famílies i el 12,8% de la població estaven per davall del llindar de pobresa.

## Poblacions properes
El següent diagrama mostra les poblacions més properes.